# Dellis Cay
Dellis Cay ist eine kleine Insel des britischen Überseegebietes der Turks- und Caicosinseln. Die etwa 210 Hektar (520 Acre) große Insel befindet sich im nördlichen Teil der Caicos-Inseln zwischen Parrot Cay im Nordosten sowie Pine Cay und einigen weiteren kleineren Inselchen im Südwesten. Wie die Nachbarinseln ist auch Dellis Cay eine flache Sandinsel ohne viel Vegetation.
Lange Zeit war Dellis Cay unerschlossen. 2005 wurde jedoch die Insel vom in Wien ansässigen Unternehmen O Property Collection des Österreichers Cem Kinay gekauft. Auf der Insel sollen neben einem Luxushotel der Mandarin-Oriental-Gruppe, Wellness-Center und einem Yachthafen zahlreiche Luxusvillen namhafter Architekten (darunter David Chipperfield, Zaha Hadid, Kengo Kuma und  Piero Lissoni) gebaut werden (The Residences at Mandarin Oriental Dellis Cay). Baubeginn war am 20. Juni 2008, die Fertigstellung der ersten Phase war für 2009 geplant, und die Eröffnung für Mitte 2010. Anfang 2010 meldete das Unternehmen Insolvenz an, und die Bauarbeiten wurden eingestellt. Anfang 2011 wurde das Projekt wegen finanzieller Probleme verworfen.